# Agrate Brianza
Agrate Brianza (Agraa o Graa in dialetto brianzolo e semplicemente Agrate fino al 1862) è un comune italiano di 15 808 abitanti della provincia di Monza e della Brianza in Lombardia.
Agrate si trova sul nodo che unisce la Tangenziale Est di Milano, l'autostrada A4 Torino-Trieste (la Serenissima) e la Tangenziale Est Esterna Milanese.

## Geografia fisica

### Clima
| Agrate Brianza      | Mesi | Mesi | Mesi | Mesi | Mesi | Mesi | Mesi | Mesi | Mesi | Mesi | Mesi | Mesi | Stagioni | Stagioni | Stagioni | Stagioni | Anno  |
| Agrate Brianza      | Gen  | Feb  | Mar  | Apr  | Mag  | Giu  | Lug  | Ago  | Set  | Ott  | Nov  | Dic  | Inv      | Pri      | Est      | Aut      | Anno  |
| ------------------- | ---- | ---- | ---- | ---- | ---- | ---- | ---- | ---- | ---- | ---- | ---- | ---- | -------- | -------- | -------- | -------- | ----- |
| T. max. media (°C)  | 5    | 8    | 13,2 | 17,8 | 22,1 | 26,0 | 28,5 | 27,3 | 23,7 | 17,3 | 10,7 | 6,0  | 6,3      | 17,7     | 27,3     | 17,2     | 17,1  |
| T. min. media (°C)  | −1,3 | 0,4  | 3,8  | 7,5  | 11,6 | 15,2 | 17,5 | 16,9 | 14,0 | 9,0  | 4,0  | 0,1  | −0,3     | 7,6      | 16,5     | 9,0      | 8,2   |
| Precipitazioni (mm) | 60   | 60   | 73   | 89   | 99   | 94   | 73   | 94   | 87   | 112  | 105  | 68   | 188      | 261      | 261      | 304      | 1 014 |

## Origini del nome
Il toponimo deriva da Agradate ed esistono diverse ipotesi che tentano di stabilirne la provenienza: secondo alcuni deriva dal nome latino di persona Acrius, secondo altri dal lombardo "agher" (acero). Altre ipotesi vogliono che derivi dal nome Acratus o Gratus con il suffisso -ate. La specifica Brianza è successiva. Agrate, chiamato in prima Gradi, fu detto anche Gratis, Grà, Grate, Gratum e finalmente Agrate.

## Storia
Agrate vanta origini molto antiche: verso il 1879 si rinvennero fondazioni di indubbia origine romana, che, insieme con un'ara di granito, ora sostenente l'arcata di una porta di masseria, attestano l'esistenza di un vicus romano.
Verso la metà del XIX secolo, nel demolire un muro della casa parrocchiale di Agrate, fu scoperta una lapide con la seguente epigrafe cristiana risalente alla fine del V secolo (o all'inizio del seguente, poiché si accenna a un Boezio console, e Boezio fu console negli anni 487, 510, 522):
Hic requiescit in Pace Primula quae vixit in seculo annus PL.M: XLV deposita sub V idus decembres Boetius vivo clariss.cos
Dell'aprile 745 è il testamento di Rottoperto "de vico Agrate" che costituisce un ospedale in Agrate per i poveri e per i pellegrini (Codex dipl. Lang., col.25, doc. XI). Nell'anno 835 Angilberto II, arcivescovo di Milano, nomina Gaudenzio abate di Sant'Ambrogio e tra i beni del monastero è ricordato Agrate, che viene chiamato Gratem.
Nel XIII secolo Agrate doveva costituire un Comune rurale, se troviamo sotto la data dell'11 febbraio 1202 una transazione fra i consoli d'Agrate a nome del proprio Comune e la Canonica di Vimercate.
Agrate diede i natali a Gian Matteo Ferrario, medico della duchessa Bianca Maria Sforza e lettore nell'Università di Pavia e a Marco d'Agrate che fu l'autore della famosa statua di San Bartolomeo scorticato che si trova nel Duomo di Milano.
Questa località, trovandosi in una posizione molto felice, si è arricchita nei secoli scorsi di belle ville, fra cui le più notevoli sono la Villa Fè, la Villa d'Adda, la Villa Corneliani e la Villa Trivulzio.

### Simboli
Lo stemma è stato riconosciuto con D.C.G. del 15 dicembre 1930.
Lo stemma era utilizzato dal Comune già all'inizio del secolo scorso ed è probabile che gli smalti d'argento e di rosso, così come la figura principale del leone rampante siano ripresi dal blasone dell'antica famiglia milanese dei Secchi (d'argento, al leone di rosso, coronato d'oro, tenente una spada d'argento; colla banda d'azzurro, caricata di tre rose del campo, attraversante sul leone).
Il gonfalone, concesso con regio decreto del 3 agosto 1930, è un drappo di azzurro.

## Monumenti e luoghi d'interesse

### Architetture religiose
Ad Agrate vi sono state diverse chiese: due erano dedicate a san Martino, se non si deve incolpare d'errore Goffredo di Bussero, che lasciò scritto: «Grate, ecclesia S. Martini; iterum Grate Ecclesia Sancti Martini».
Una di queste forse era nel villaggio, l'altra era campestre e di patronato del monastero di San Dionigi di Milano: fu lasciata cadere in rovina nel 1570, come risulta dagli atti di una visita dell'Ordinario di Milano. Lo stesso Goffredo da Bussero menziona inoltre una chiesa dedicata a sant'Eusebio, che oggi è la parrocchiale, e un'altra dedicata al martire san Donnino. Altrettanto antiche la chiesa di San Pietro e la chiesa di Santa Maria. Con Bolla pontificia, il 22 marzo 1493 ebbe origine l'istituzione della parrocchia di Agrate.
Dopo più di 500 anni la parrocchia di Sant'Eusebio in Agrate si è fusa con la parrocchia di San Zenone in Omate e la parrocchia di Santa Giuliana in Caponago per dare vita nel 2008 alla Comunità pastorale "Casa di Betania".

#### Parrocchiale di Sant'Eusebio
La chiesa parrocchiale dedicata a sant'Eusebio (costruita e ampliata due o tre volte) deve avere la sua origine nel VII o VIII secolo. È poi certo che Agrate, prima d'essere eletta Parrocchia, formava una medesima pieve con la chiesa di Santo Stefano di Vimercate già nel 754.
L'attuale chiesa è comunque il prodotto finale di lavori eseguiti nei primi decenni del Novecento. La prima pietra fu posta il 15 gennaio 1925, nel 1927 fu benedetto l'altare maggiore e nel 1934 avvenne la consacrazione.

#### Parrocchiale di San Zenone (Omate)

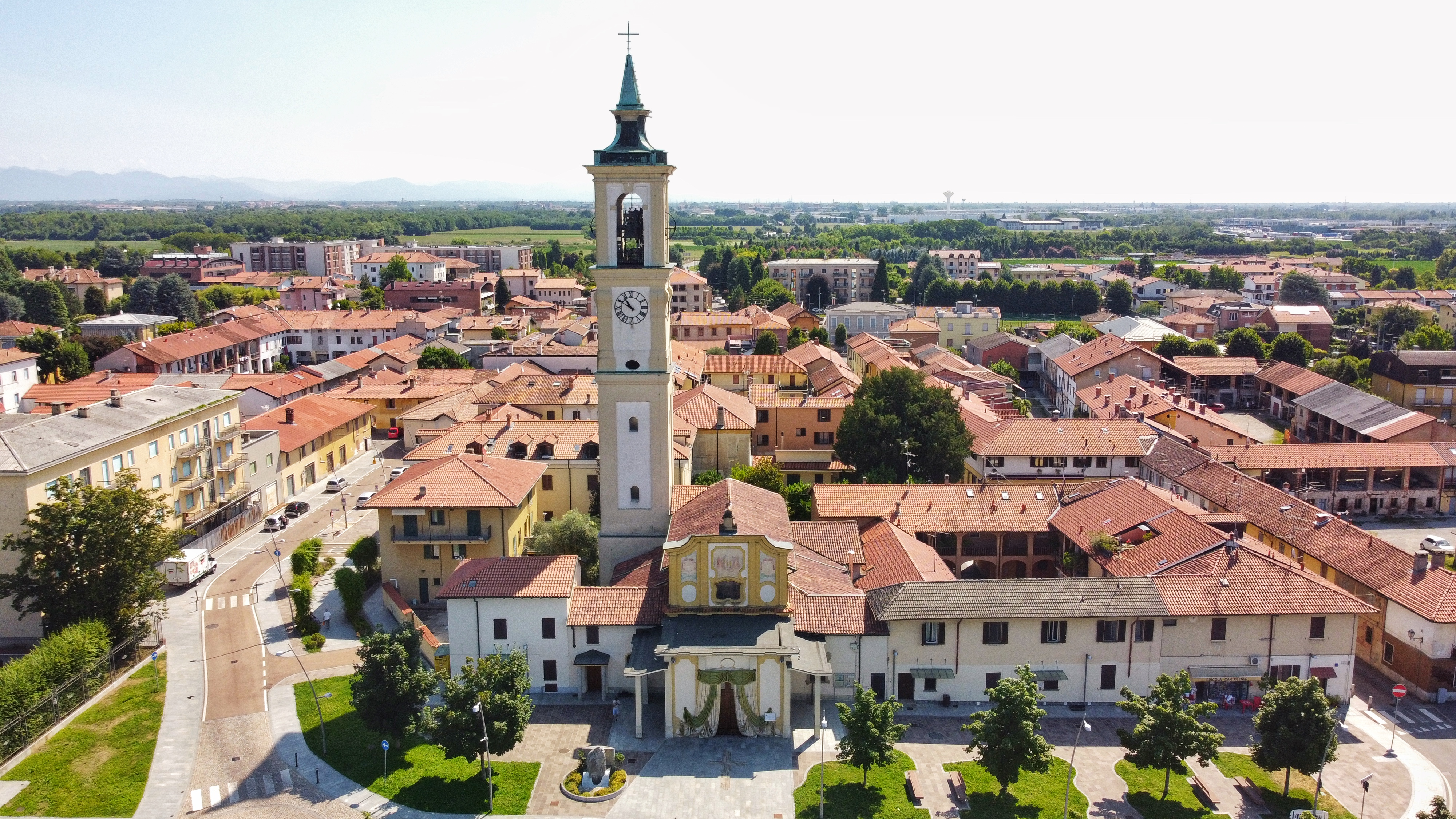
La frazione di Omate con la chiesa di San Zenone

#### Santa Maria Annunciata
Chiesa a una navata, l'altare posto in fondo è sopraelevato di un gradino rispetto al piano della cappella.
La struttura dell'edificio può far pensare a epoche anteriori al Cinquecento.

#### San Pietro
Chiesa dell'ex oratorio femminile delle Serve di Gesù Cristo, ora centro parrocchiale, edificata nel 1200.

#### San Luigi
Chiesa dell'oratorio maschile, edificata nel 1954.
Non più consacrata.

#### Ancilla Domini
Chiesa del convento delle suore, edificata nel 1960.

#### Sant'Anna
Chiesa del quartiere della Cascina Morosina, edificata nel 1400.

#### San Giovanni Battista
Chiesa del quartiere della Cascina Offelera, edificata nel 1954.

### Ville

#### Villa Schira-Corneliani
Costruzione risalente al XVI-XVII secolo.
Essa si differenzia dalle vecchie ville signorili del paese per la severa sobrietà della facciata, ornata comunque da un balconcino in ferro che è uno dei dettagli barocchetti dell'antico edificio.
Il giardino interno, di forma rettangolare, con un gelso monumentale al centro, risale al Cìnquecento. Oggi è sede della biblioteca comunale.

#### Villa Trivulzio
Nella frazione di Omate. Villa ottocentesca costituita da due corpi paralleli congiunti da un portico trasparente a sette arcate. La villa oggi appare molto diversa dal primitivo progetto dell'architetto Ruggeri.
L'ampio parco, progettato in anni precedenti, fu in seguito trasformato in giardino paesaggistico.
La villa apparteneva già nel Cinquecento alla nobile famiglia lombarda dei Trivulzio. Marc'Antonio dal Re illustra Villa Trivulzio con incisioni nell'opera Ville di Delizia. Dopo diversi restauri (l'ultimo nel 2000) che le hanno restituito l'originaria bellezza, oggi la villa apre le sue sale per ospitare eventi esclusivi.

### Parchi
- Parco "Aldo Moro"
- Parco "Sandro Pertini"
- Parco "A. Manzoni"
- Parco Colleoni
- Parco "Falcone e Borsellino"

### Lavasca volano

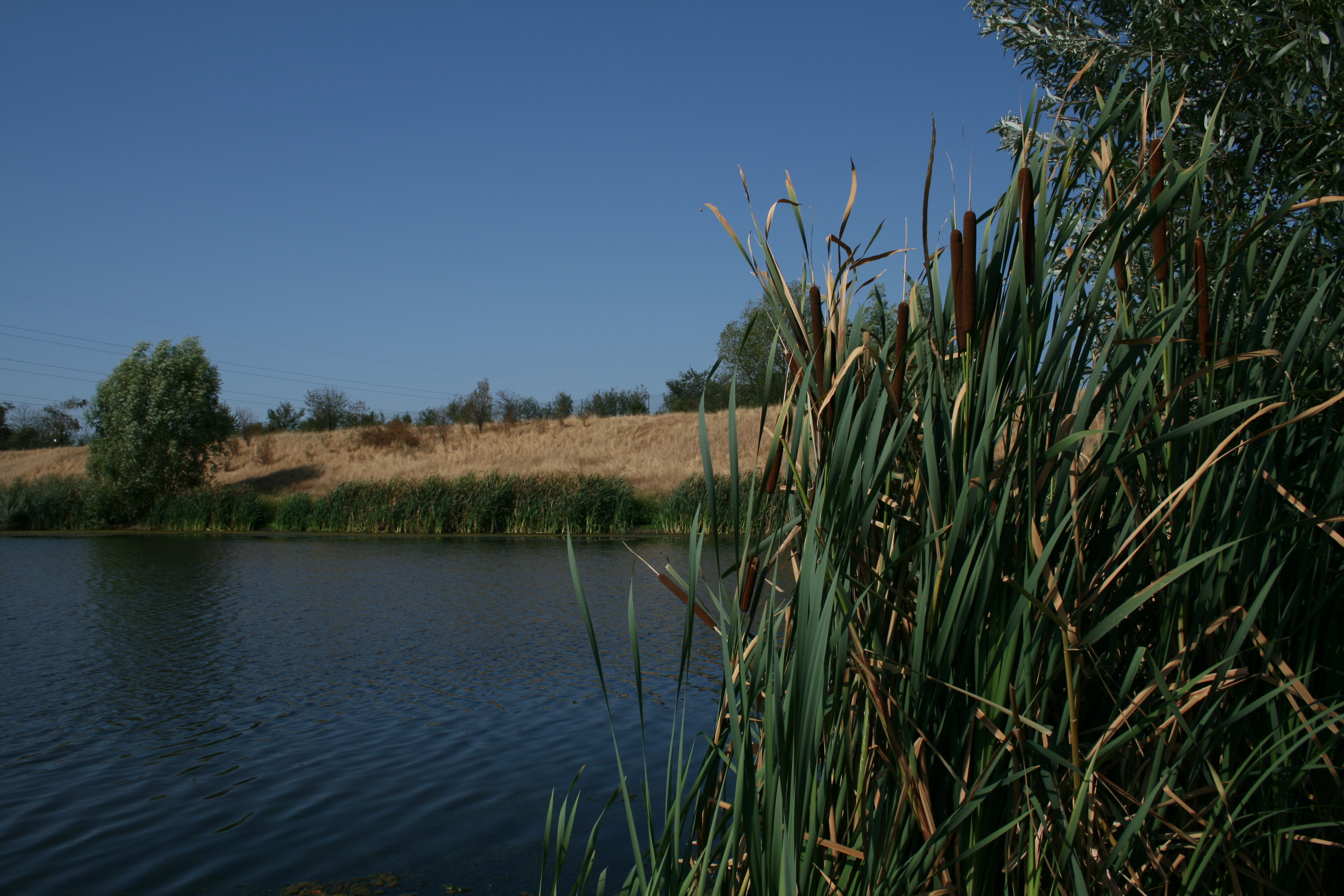
La Vasca Volano

La vasca volano (40000 m²) di Agrate è un impianto realizzato come parte della rete fognaria. Si trova nella zona sud del territorio comunale, in area industriale. È delimitata a nord dalla Strada Provinciale SP 121, a sud dal Canale Villoresi, a ovest dalla Strada Provinciale SP 121 e da una strada di collegamento Agrate – Carugate, a est da aree agricole e vivai. Venne realizzata come sfogo in caso di troppo pieno. Da alcuni anni non risulta più necessaria, le acque presenti sono quindi quasi esclusivamente di origine meteorica.
Il territorio intorno è costituito da coltivi (cereali), prati e incolti. Fasce e chiazze ad arbusti e siepi risultano confinate lungo il lato occidentale della recinzione della vasca e, in parte, dal lato sud, lungo la strada che collega Agrate e Carugate. Il Canale Villoresi è bordato da una fascia alberata. Pur poco estese, tali fasce rivestono importanza: contribuiscono ad arricchire la biodiversità, così come una piccola altura, costituita da terra di riporto e posta a nord est della vasca. Alcuni settori dell'altura sono costituiti da vivai a piante d'alto fusto.
Contigua alla zona, da cui è separata dal Canale Villoresi, è l'Oasi WWF di Carugate, area in parte boschiva, in parte a prato e arbusteti, e in parte bagnata da zone umide alimentate dallo stesso canale.
Nel settore nord est si trovano anche edifici e strutture di tipo industriale.
La vasca presenta una profondità massima, in condizioni di piena, di 6 m. La superficie del bacino è posta a 8 m dal piano campagna. Le sponde risultano a forte pendenza. Lungo le sponde sono presenti strette fasce (al massimo 2–3 m) a vegetazione acquatica: Typha latifolia e Phragmites sp. A eccezione di plaghe molto strette (1–2 m di larghezza) collocate lungo la sponda meridionale e, in parte, occidentale, non sono presenti spiagge o ambienti di tipo simile lungo le sponde.

## Società

### Evoluzione demografica
- 1 023 nel 1771
- 1 083 nel 1805
- annessione a Concorezzo nel 1809
- 1 969 nel 1811 dopo annessione di Caponago
- 2 057 nel 1853
- 2 214 nel 1859
- 2 392 nel 1861
- 3 473 nel 1871 dopo annessione di Omate nel 1869

Abitanti censiti

### Etnie e minoranze straniere
Secondo i dati ISTAT al 31 dicembre 2009 la popolazione straniera residente era di 1 173 persone.
Le nazionalità maggiormente rappresentate in base alla loro percentuale sul totale della popolazione residente erano:
- Romania 274 1,83%
- Albania 211 1,41%
- Marocco 177 1,181%

## Cultura

### Eventi
Festa Patronale della Madonna del Rosario
Prima domenica di ottobre. Varie iniziative culturali e ricreative.
Palio degli asini
Prima domenica di giugno nella frazione di Omate, molto sentito dagli abitanti. Quattro contrade si sfidavano in una corsa sugli asini che percorrono le vie della frazione, e la gara è suddivisa in manche. Oggi la corsa non si svolge più, a causa delle possibili ferite agli animali durante la gara, ma rimane la festa.
Falò di S. Antonio
il sabato più vicino al 17 gennaio nella frazione di Omate, viene bruciato un pupazzo simbolico a forma di Asino. Ogni anno il pupazzo è diverso, ispirandosi alla volte alla cultura contemporanea. In passato vi era la tradizione secondo cui a seconda della direzione in cui la testa dell'asino fosse caduta, la contrada in quella direzione era la favorita per il palio.
Parco In Vita
Festival di musica, danza e cultura organizzato sin dal 2001 presso il Parco Aldo Moro nel mese di giugno dal Centro Sulè di Agrate Brianza.

## Economia

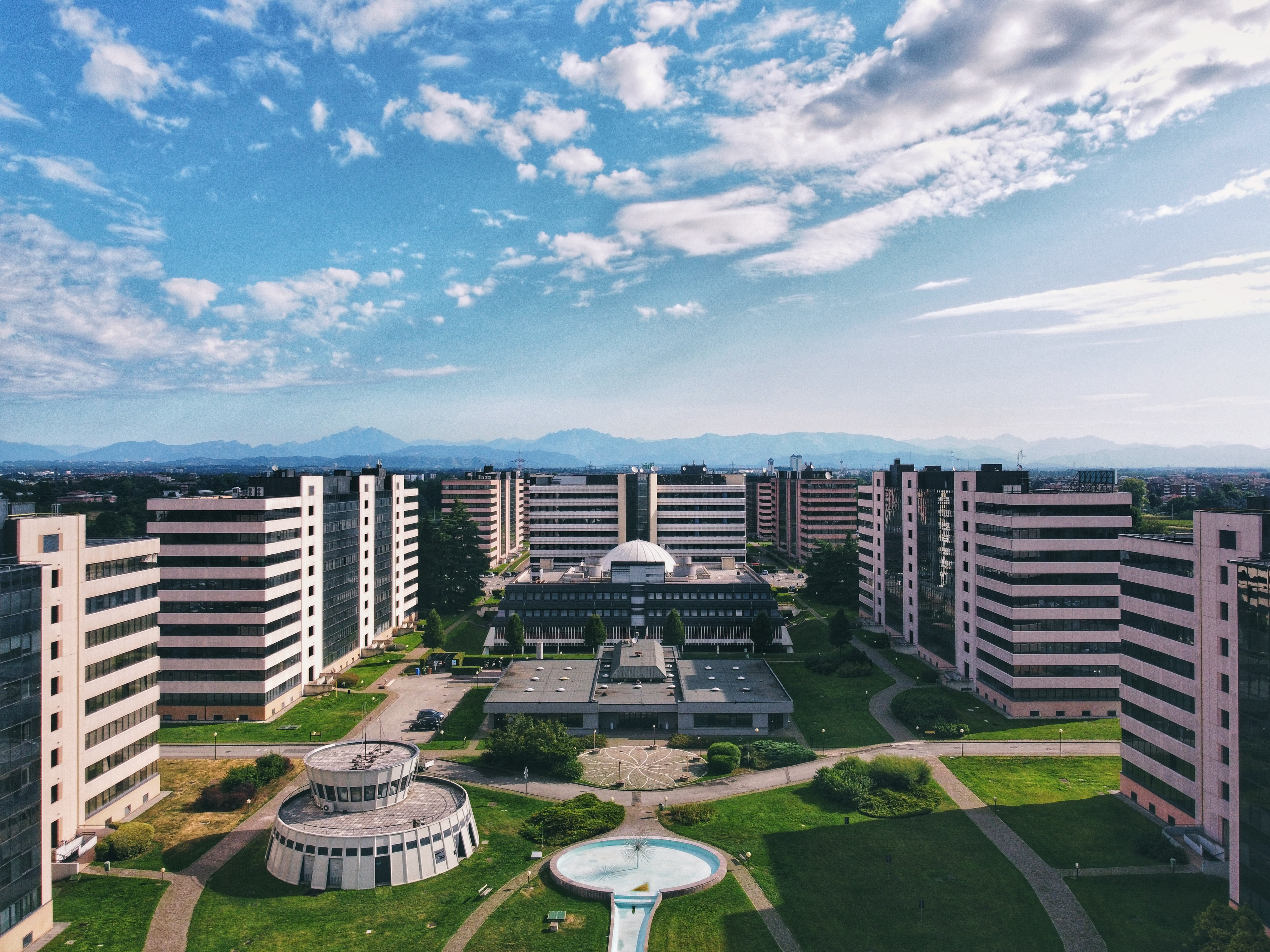
Il Centro direzionale Colleoni

La posizione geografica, che la rende di facile accesso quale crocevia di tutto il nord-est milanese, ha permesso l'espansione degli insediamenti produttivi e residenziali, cambiandone totalmente l'aspetto: sul suo territorio sono presenti, oltre ai grossi complessi industriali STAR e STMicroelectronics, numerosissime imprese artigiane e del terziario. Un altro polo di rilievo è il centro direzionale Colleoni, dove hanno sede decine di aziende di importanza nazionale ed internazionale.
Tra le società di rilievo internazionale è presente nel territorio comunale la Intercos, leader mondiale nella produzione di cosmetici.
Le attività agricole rimaste sono quelle specializzate del floro-vivaismo di Agrate est, intorno alla Cascina Pescarola.

## Amministrazione
| Periodo | Periodo   | Primo cittadino          | Partito                                                           | Carica  | Note  |
| ------- | --------- | ------------------------ | ----------------------------------------------------------------- | ------- | ----- |
| 1987    | 1990      | Franco Mattavelli        | Democrazia Cristiana                                              | Sindaco |       |
| 1990    | 1995      | Franco Mattavelli        | Democrazia Cristiana                                              | Sindaco |       |
| 1995    | 1999      | Franco Mattavelli        | centro-destra                                                     | Sindaco | [ 8 ] |
| 1999    | 2004      | Adriano Marcello Poletti | lista civica Insieme per Agrate                                   | Sindaco | [ 9 ] |
| 2004    | 2009      | Adriano Marcello Poletti | centro-sinistra                                                   | Sindaco |       |
| 2009    | 2019      | Ezio Colombo             | centro-sinistra                                                   | Sindaco |       |
| 2019    | 2024      | Simone Sironi            | lista civica Insieme per Agrate                                   | Sindaco |       |
| 2024    | in carica | Simone Sironi            | lista civica Insieme per Agrate, altri partiti di centro-sinistra | Sindaco |       |

### Gemellaggi
- Česká Třebová

### Altre informazioni amministrative
Nel 1869 al comune fu aggregato l'ex comune di Omate. Fa parte del territorio del Vimercatese.